# Stemmatophora
Stemmatophora is een geslacht van vlinders van de familie snuitmotten (Pyralidae), uit de onderfamilie Pyralinae.

## Soorten
- S. achromalis (Hampson, 1906)
- S. aglossalis Caradja, 1937
- S. albiceps Hampson, 1917
- S. albifimbrialis Hampson, 1906
- S. angusta Ghesquière, 1942
- S. becqueti Ghesquière, 1942
- S. beryllata Ghesquière, 1942
- S. bicincta de Joannis, 1927
- S. bilinealis South, 1901
- S. borgialis (Duponchel, 1832)
- S. brunnealis (Treitschke, 1829)
- S. byzacaenicalis (Ragonot, 1887)
- S. capnosalis Caradja, 1925
- S. carnealis Hampson, 1896
- S. centralis Shibuya, 1928
- S. claquini Ghesquière, 1942
- S. combustalis (Fischer v. Roslerstamm, 1842)
- S. costinotalis Hampson, 1896
- S. cupricolor Hampson, 1917
- S. chloe Meyrick, 1936
- S. chloralis Hampson, 1917
- S. depressalis Walker, 1862
- S. dirempta (Mey, 2011)
- S. erebalis Hampson, 1917
- S. excurvalis Hampson, 1917
- S. flammans Bethune-Baker, 1909
- S. flavicaput Shibuya, 1928
- S. fuliginalis Hampson, 1906
- S. fuliginosalis Zerny, 1927
- S. fuscibasalis Snellen, 1880
- S. fuscoserrata (Mey, 2011)
- S. fusilinealis Hampson, 1917
- S. gadesalis Ragonot, 1882
- S. gigantalis Caradja, 1937
- S. glaucalis Hampson, 1906
- S. gredalis Zerny, 1935
- S. hemicyclalis Hampson, 1917
- S. herculialis Hampson, 1896
- S. honestalis (Treitschke, 1829)
- S. joiceyi Caradja, 1927
- S. laticincta Hampson, 1896
- S. malgassalis (Saalmüller, 1880)
- S. minimalis Hampson, 1917
- S. minoralis Hampson, 1903
- S. monostoechalis Warren, 1891
- S. mushana Shibuya, 1928
- S. obliquisignalis (Hampson, 1906)
- S. oleagina (Warren, 1891)
- S. oleoalbalis Hampson, 1917
- S. olivalis Hampson, 1906
- S. olivotincta Hampson, 1917
- S. oranalis Zerny, 1914
- S. pallidella Hampson, 1896
- S. parallelalis Caradja, 1937
- S. patagialis Karsch, 1900
- S. peltastis Meyrick, 1933
- S. perrubralis Hampson, 1917
- S. postaurantia Hampson, 1917
- S. pseudaglossa Hampson, 1896
- S. punctimarginalis Hampson, 1896
- S. rectisectalis Warren, 1896
- S. rhodesialis (Hampson, 1906)
- S. rubicundalis Hampson, 1906
- S. rubricostalis Hampson, 1906
- S. rungsi Leraut, 2000
- S. sanguifusa Hampson, 1896
- S. scotalis Hampson, 1906
- S. schwingenschussi Zerny, 1939
- S. syriacalis (Ragonot, 1895)
- S. tyriocrossa Meyrick, 1934
- S. ugandalis Le Cerf, 1922
- S. valida Butler, 1879
- S. vulpecalis Ragonot, 1891
- S. wollastoni (Rothschild, 1901)
- S. xanthozonalis Hampson, 1906
- S. yuennanensis Caradja, 1937